# Video & DVD Reporter
Video & DVD Reporter − ukazujący się w latach 1995-2004 w Katowicach polski miesięcznik poświęcony krajowym premierom wideo oraz DVD. Wydawcą gazety była Górnośląska Agencja Marketingowa INFOS. Po 2004 wydawany był w Raciborzu pod zmienionym tytułem DVD Reporter przez Agencję Filmową MIRAŻ. W gazecie ukazywały się recenzje filmów DVD i Blu-ray oraz testy sprzętu audio-wideo. Redaktorem naczelnym był Dariusz Wojtas.
Redakcja znajdowała się w Katowicach.